# Спрингбрук (Ајова)
Спрингбрук (енгл. Springbrook) град је у америчкој савезној држави Ајова. По попису становништва из 2010. у њему је живело 144 становника.

## Демографија
Према попису становништва из 2010. у граду је живело 144 становника, што је -38 (-20.9%) становника више него 2000. године.
| Група             | 2000.        | 2010.        |
| Белци             | 182 (100.0%) | 144 (100.0%) |
| Афроамериканци    | 0 (0,0%)     | 0 (0,0%)     |
| Азијати           | 0 (0,0%)     | 0 (0,0%)     |
| Хиспаноамериканци | 0 (0,0%)     | 0 (0,0%)     |
| Укупно            | 182          | 144          |